# Derramadero de Juárez
Derramadero de Juárez är en ort i Mexiko.   Den ligger i kommunen Pinal de Amoles och delstaten Querétaro Arteaga, i den centrala delen av landet, 200 km norr om huvudstaden Mexico City. Derramadero de Juárez ligger 1 965 meter över havet och antalet invånare är 455.
Terrängen runt Derramadero de Juárez är kuperad åt nordost, men åt sydväst är den bergig. Runt Derramadero de Juárez är det ganska tätbefolkat, med 52 invånare per kvadratkilometer. Närmaste större samhälle är Jalpan, 15,0 km öster om Derramadero de Juárez. I omgivningarna runt Derramadero de Juárez växer i huvudsak blandskog.